# Ferdinand Grözinger
Ferdinand Grözinger (* 1953 in Leonberg) ist ein deutscher Schauspieler.

## Leben
Nach seiner Schulzeit absolvierte Ferdinand Grözinger eine Ausbildung zum Eisenwarenkaufmann. Später arbeitete er als Inhaber eines Schrottplatzes und als Gastronomieunternehmer, ehe er sich von 1980 bis 1983 an der Staatlichen Schauspielschule Stuttgart zum Schauspieler ausbilden ließ. Grözinger hatte Engagements an den Staatstheatern Stuttgart, Saarbrücken und Karlsruhe sowie an den Wuppertaler Bühnen. Er spielte u. a. die Titelrolle in Büchners Woyzeck, war als Koch in Brechts Mutter Courage und ihre Kinder, als Bleichenwang in Was ihr wollt von William Shakespeare und als Josef Bieder in dem Einpersonenstück Die Sternstunde des Josef Bieder von Eberhard Streul und Otto Schenk zu sehen. 2007 spielte er an den Kammerspielen Heilbronn einen der beiden Protagonisten in einer schwäbisch-kurpfälzischen Fassung des Stückes Indien.
Seit den 2000er Jahren arbeitet Ferdinand Grözinger auch häufig vor der Kamera. So war er in einigen Tatort-Episoden um den Stuttgarter Hauptkommissar Bienzle zu sehen und in zwei Folgen der Krimireihe Die Nonne und der Kommissar, ferner in Serien wie Der Staatsanwalt oder Ein Fall für zwei. Daneben wirkte Grözinger in einigen Hörspielproduktionen verschiedener Rundfunkanstalten mit.    
Ferdinand Grözinger ist mit der australischen Tänzerin und Choreographin Jo Ann Endicott verheiratet. Das Paar hat drei Kinder und wohnt in der Nähe von Karlsruhe.

## Filmografie (Auswahl)
- 1999: Aleksander
- 2000: Tatort: Bienzle und das Doppelspiel
- 2000: Wie angelt man sich einen Müllmann
- 2001: Männer in den Wechseljahren
- 2001: Tatort: Bienzle und der heimliche Zeuge
- 2002: Nachts, wenn der Tag beginnt
- 2002: Tatort: Bienzle und der Tod im Teig
- 2002: Mein erstes Wunder
- 2004: Ein Gauner Gottes
- 2004: Tatort: Vorstadtballade
- 2005: Margarete Steiff
- 2007: Tatort: Bienzle und die große Liebe
- 2009: Die Nonne und der Kommissar – Todesengel
- 2010: Der Schwarzwaldhof – Alte Wunden
- 2010: Tatort: Der Schrei
- 2012: Die Nonne und der Kommissar – Verflucht
- 2012: Tatort: Tote Erde
- 2012: Heiter bis tödlich: Fuchs und Gans – Frau Latzel sagt ja
- 2014: Der Staatsanwalt – Tanz in den Tod
- 2014: Ein Fall für zwei – Gefahr hinter Gittern
- 2014: Ein offener Käfig
- 2015: Tatort: Der Inder
- 2015: Tatort: Preis des Lebens
- 2017: Königin der Nacht
- 2019: Big Manni (TV-Komödie)
- 2022: Tatort: Der Mörder in mir

## Hörspiele
- 1984: Pfarrhausgeschichten – Regie: Heinz von Cramer
- 1984: Besessen vom Wie – Regie: Bernd Lau
- 1985: Die Engel – Regie: Klaus Mehrländer
- 1990: Der himmlische Aktenkoffer – Regie: Heinz Nesselrath
- 1990: Schloss Malplaquet oder Lilliput im Exil – Regie: Angeli Backhausen